# Talis pulcherrimus
Talis pulcherrimus là một loài bướm đêm trong họ Crambidae.